# Grand Prix Sezon 1934
Sezon Grand Prix 193 – kolejny sezon z cyklu Wyścigów Grand Prix. Najbardziej utytułowanym kierowcą był Achille Varzi, który wygrał sześć wyścigów. Samochody Alfa Romeo odnosiły zwycięstwa w osiemnastu wyścigach.

## Podsumowanie Sezonu

### Grandes Épreuves
| Data        | Grand Prix           | Tor               | Zwycięzca (kierowcy) | Zwycięzca (konstruktorzy) | Wyniki |
| ----------- | -------------------- | ----------------- | -------------------- | ------------------------- | ------ |
| 2 kwietnia  | Grand Prix Monako    | Monaco            | Guy Moll             | Alfa Romeo                | Wyniki |
| 1 lipca     | Grand Prix Francji   | Montlhéry         | Louis Chiron         | Alfa Romeo                | Wyniki |
| 15 lipca    | Grand Prix Niemiec   | Nürburgring       | Hans Stuck           | Auto Union                | Wyniki |
| 29 lipca    | Grand Prix Belgii    | Spa-Francorchamps | René Dreyfus         | Bugatti                   | Wyniki |
| 9 września  | Grand Prix Włoch     | Monza             | Rudolf Caracciola    | Mercedes-Benz             | Wyniki |
| 9 września  | Grand Prix Włoch     | Monza             | Luigi Fagioli        | Mercedes-Benz             | Wyniki |
| 23 września | Grand Prix Hiszpanii | Lasarte           | Luigi Fagioli        | Mercedes-Benz             | Wyniki |

### Pozostałe Grand Prix
| Data            | Grand Prix                | Tor             | Zwycięzca (kierowcy)    | Zwycięzca (konstruktorzy) | Wyniki |
| --------------- | ------------------------- | --------------- | ----------------------- | ------------------------- | ------ |
| 18 lutego       | Vallentunaloppet          | Vallentunasjön  | Paul Pietsch            | Alfa Romeo                | Wyniki |
| 25 lutego       | Grand Prix Norwegii       | Mjøsa           | Per-Viktor Widengren    | Alfa Romeo                | Wyniki |
| 22 kwietnia     | Alessandria Circuit       | Alessandria     | Achille Varzi           | Alfa Romeo                | Wyniki |
| 6 maja          | Grand Prix Trypolisu      | Mellaha         | Achille Varzi           | Alfa Romeo                | Wyniki |
| 13 maja         | Grand Prix Finlandii      | Eläintarharata  | Eugen Bjørnstad         | Alfa Romeo                | Wyniki |
| 20 maja         | Grand Prix Casablanki     | Anfa Circuit    | Louis Chiron            | Alfa Romeo                | Wyniki |
| 20 maja         | Targa Florio              | Madonie         | Achille Varzi           | Alfa Romeo                | Wyniki |
| 20 maja         | Grand Prix Frontières     | Chimay          | Willy Longueville       | Bugatti                   | Wyniki |
| 27 maja         | Avusrennen                | AVUS            | Guy Moll                | Alfa Romeo                | Wyniki |
| 27 maja         | Grand Prix Picardy        | Péronne         | Benoît Falchetto        | Maserati                  | Wyniki |
| 2 czerwca       | Mannin Moar               | Douglas         | Brian Lewis             | Alfa Romeo                | Wyniki |
| 3 czerwca       | Eifelrennen               | Nürburgring     | Manfred von Brauchitsch | Mercedes-Benz             | Wyniki |
| 3 czerwca       | Grand Prix Montreux       | Montreux        | Carlo Felice Trossi     | Alfa Romeo                | Wyniki |
| 17 czerwca      | Grand Prix Penya Rhin     | Montjuïc Park   | Achille Varzi           | Alfa Romeo                | Wyniki |
| 8 lipca         | Grand Prix de la Marne    | Reims-Gueux     | Louis Chiron            | Alfa Romeo                | Wyniki |
| 15 lipca        | Grand Prix Vichy          | Vichy           | Carlo Felice Trossi     | Alfa Romeo                | Wyniki |
| 22 lipca        | Coppa Ciano               | Montenero       | Achille Varzi           | Alfa Romeo                | Wyniki |
| 22 lipca        | Grand Prix Albi           | Albi            | Rupert Featherstonhaugh | Maserati                  | Wyniki |
| 22 lipca        | Grand Prix Dieppe         | Dieppe          | Philippe Étancelin      | Maserati                  | Wyniki |
| 15 sierpnia     | Coppa Acerbo              | Pescara         | Luigi Fagioli           | Mercedes-Benz             | Wyniki |
| 19 sierpnia     | Grand Prix Nicei          | Nicea           | Achille Varzi           | Alfa Romeo                | Wyniki |
| 26 sierpnia     | Grand Prix Comminges      | Saint-Gaudens   | Franco Comotti          | Alfa Romeo                | Wyniki |
| 26 sierpnia     | Grand Prix Szwajcarii     | Bremgarten      | Hans Stuck              | Auto Union                | Wyniki |
| 2 września      | Biella Circuit            | Biella          | Carlo Felice Trossi     | Alfa Romeo                | Wyniki |
| 9 września      | U.M.F. Grand Prix         | Montlhéry       | Benoît Falchetto        | Alfa Romeo                | Wyniki |
| 30 września     | Grand Prix Czechosłowacji | Masaryk Circuit | Hans Stuck              | Auto Union                | Wyniki |
| 3 października  | Grand Prix Rio de Janeiro | Gávea           | Irineu Correa           | Ford                      | Wyniki |
| 6 października  | Donington Park Trophy     | Donington Park  | Whitney Straight        | Maserati                  | Wyniki |
| 13 października | Mountain Championship     | Brooklands      | Whitney Straight        | Maserati                  | Wyniki |
| 14 października | Grand Prix Modeny         | Modena          | Tazio Nuvolari          | Maserati                  | Wyniki |
| 21 października | Grand Prix Neapolu        | Posillipo       | Tazio Nuvolari          | Maserati                  | Wyniki |
| 28 października | Grand Prix Algierii       | Algier          | Jean-Pierre Wimille     | Bugatti                   | Wyniki |